# Pseudomys australis
Espèce
Statut de conservation UICN

 VU B2ab(iii)c(ii,iii,iv) : Vulnérable
Le rat des plaines (Pseudomys australis) est une espèce de rongeur de la famille des Muridés originaire d'Australie. C'est l'un des rares mammifères placentaires qui n'ait pas été introduit par l'homme en Australie. C'est une espèce menacée de disparition.
Il peut être gardé en captivité en Nouvelle-Galles du Sud par l'achat d'une licence de la NSW National Parks and Wildlife Service.